# Gary Brozenich
Gary Brozenich (...) è un effettista statunitense, direttore degli effetti speciali noto per i suoi lavori in film come Pirati dei Caraibi - Oltre i confini del mare, Edge of Tomorrow - Senza domani e Troy.

## Filmografia
- The Medallion, regia di Gordon Chan (2003)
- Troy, regia di Wolfgang Petersen (2004)
- Le crociate - Kingdom of Heaven, regia di Ridley Scott (2005)
- Il codice da Vinci, regia di Ron Howard (2006)
- Sweeney Todd - Il diabolico barbiere di Fleet Street, regia di Tim Burton (2007)
- Roma, Serie TV (2005)
- 10.000 A.C., regia di Roland Emmerich (2008)
- Wolfman, regia di Joe Johnston (2010)
- Scontro tra titani, regia di Louis Leterrier (2010)
- Pirati dei Caraibi - Oltre i confini del mare, regia di Rob Marshall (2011)
- La furia dei titani, regia di Jonathan Liebesman (2012)
- The Lone Ranger, regia di Gore Verbinski (2013)
- Edge of Tomorrow - Senza domani, regia di Doug Liman (2014)
- Terminator Genisys, regia di Alan Taylor (2015)
- Pirati dei Caraibi - La vendetta di Salazar, regia di Joachim Rønning ed Espen Sandberg (2017)
- Tutti i soldi del mondo, regia di Ridley Scott (2017)
- Maleficent - Signora del male, regia di Joachim Rønning (2019)
- The Last Duel, regia di Ridley Scott (2021)
- Transformers - Il risveglio, regia di Steven Caple Jr. (2023)
- Il gladiatore II, regia di Ridley Scott (2024)